# Sumassjedsjaja pomosjj
Sumassjedsjaja pomosjj (russisk: Сумасшедшая помощь) er en russisk spillefilm fra 2009 af Boris Khlebnikov.

## Medvirkende
- Jevgenij Sytyj som Jevgenij
- Sergej Drejden
- Anna Mikhalkova
- Igor Tjernevitj som Godejev
- Nikita Emsjanov